# 神盾局特工 (第三季)
《神盾局特工》第三季（英語：Agents of S.H.I.E.L.D. Season 3）在2015年9月29日至2016年5月17日間於ABC首播，是根據漫威漫畫中的组织神盾局（國土戰略防禦攻擊與後勤保障局）改編，故事圍繞在探員菲爾·考森（克拉克·格雷格飾演）與其團隊的故事，由喬斯·溫登、傑德·溫登與茉莉莎·譚雀羅蘭開創。
本季於2015年5月7日獲得續訂，並在2016年3月3日宣布續訂第4季。

## 卡司

### 主要演員
- 克拉克·格雷格 飾演 菲爾·考森
- 溫明娜 飾演 梅琳達·梅
- 布雷特·達爾頓 飾演 葛蘭特·沃德 & 蜂巢（英语：Hive (comics)）
- 汪可盈 飾演 黛西·「絲凱」·約翰森
- 伊恩·德·卡斯泰克 飾演 里奧·費茲
- 伊麗莎白·韓斯翠奇 飾演 潔瑪·西蒙斯
- 尼克·布魯德 飾演 蘭斯·杭特（英语：Lance Hunter）
- 阿德琳妮·帕里奇 飾演 芭比·莫斯
- 亨利·西蒙斯 飾演 艾爾方索·「麥克」·麥肯齊（英语：Al MacKenzie）
- 盧克·米歇爾 飾演 林肯·坎貝爾

### 常設演員
- 康絲坦絲·季默（英语：Constance Zimmer） 飾演 蘿莎琳·普萊斯
- 安德魯·霍華德（英语：Andrew Howard） 飾演 路瑟·班克斯
- 亞卓安·帕斯達（英语：Adrian Pasdar） 飾演 葛倫·塔伯特（英语：Glenn Talbot）
- 布萊爾·安德伍德（英语：Blair Underwood） 飾演 安德魯·迦納
  - 麥修·威利格（英语：Matt Willig） 飾演 鞭笞
- 胡安·帕布羅·瑞巴（英语：Juan Pablo Raba） 飾演 喬伊·葛鐵雷茲
- 史賓瑟·崔特·克拉克 飾演 沃納·馮·史特拉克
- 鮑爾斯·布思 飾演 吉迪恩·馬利克
- 馬克·德可斯可 飾演 R·吉耶拉
- 娜塔莉亞·科多娃-巴克利（英语：Natalia Cordova-Buckley） 飾演 埃琳娜·「溜溜球」·羅德里奎（英语：Yo-Yo Rodriguez）
- 阿克塞·懷海德（英语：Axle Whitehead） 飾演 J·T·詹姆斯／地獄火（英语：Phantom Rider##J. T. Slade）
- 約翰·漢納 飾演 霍登·雷德克里夫

### 客串演員
- 彼得·麥克尼可 飾演 艾利葉·藍道夫
- 艾麗西婭·維拉·貝利 飾演 愛麗莎·懷特利
- 狄龍·凱西 飾演 威爾·丹尼爾斯
- 蓋布列·薩爾華多 飾演 路西歐
- 布莉亞娜·凡斯克斯 飾演 派珀
- 亞歷山大·瑞斯 飾演 安德森
- 泰塔斯·威利弗 飾演 費利斯·布萊克
- 貝絲妮·喬伊·蘭茨（英语：Bethany Joy Lenz） 飾演 史蒂芬妮·馬利克
- 瑞德·戴蒙 飾演 丹尼爾·懷特霍（英语：Kraken (character)）
- 威廉·托馬斯·桑德勒 飾演 馬修·埃利斯
- 泰勒·里特（英语：Tyler Ritter） 飾演 湯瑪士·沃德

## 集數
| 總集數 | 集數 （季） | 標題                          | 導演          | 編劇                             | 首播日期       | 美國收視人數 （百萬） |
| --- | ----------- | ----------------------------- | ------------- | -------------------------------- | -------------- | --------------------- |
| 45 | 1           | 自然法則 Laws of Nature       | 文森·米斯亞諾 | 傑德·溫登 ＆ 茉莉莎·譚雀羅安     | 2015年9月29日  | 4.90                  |
| 自從泰瑞根水晶混入海洋生態系統後，世界各地爆發不小規模的「異人瘟疫」而造成人心惶惶，再加上蘇科維亞災難帶來的影響，美國政府成立「高危管制組」（ATCU），全力捉拿所有和外星事件有聯繫的任何人或異能者。黛西以神盾局名義搶在管制組的前面，營救一位剛轉換為異人的建築工頭喬伊·葛鐵雷茲，暫時將他保護起來。考森全力追查管制組的女領袖蘿莎琳·普萊斯，找她對峙時卻因低估她而被擒，但也剛好得知管制組每次尋獲的異人全部是胸膛被炸開的屍體，考森便製造停電而暗中脫逃。黛西與麥克來到醫院打算傳喚林肯回來幫忙過渡新異人，而一個長相怪異帶有尖刺的神秘異人「鞭笞」突然現身，其身為連續殺害異人的兇手。牠在醫院展開攻擊，似乎是為了追殺林肯，最後被黛西和麥克趕跑，而林肯行蹤暴露後只能逃跑。另一方面，自從潔瑪被巨石吞噬而失蹤之後，費茲獨自到世界各地去尋找關於巨石的線索來救她，他從摩洛哥丹吉爾本地黑幫手中取得的一個古老羊皮紙上，得知巨石的唯一稱呼為「死亡」（希伯來語：מות）。費茲最後在無法接受現實下，只能來到巨石面前聲嘶力竭地吼叫。那個時候，潔瑪被巨石傳送而被困在另一邊的某座荒漠星球上長達半年，還被一隻“不明生物”獵殺。 |             |                               |               |                                  |                |                       |
| 46 | 2           | Purpose in the Machine        | 凱文·譚雀羅安 | DJ·多伊爾                        | 2015年10月6日  | 4.32                  |
| 當所有人一同將費茲從巨石櫃中拉出來時，費茲通過化驗巨石表面上本不該有的沙子後得出新結論：巨石是一個通往另外一個星球的傳送門。所有人分工合作時，安德魯·迦納重回神盾局對新人喬伊進行輔導與訓練；而杭特決定獨自奉命去刺殺沃德來報仇。梅自從告別神盾局後打算和父親一同生活，但杭特卻過來找她入伍來一同解決後患，而梅在父親的建議下決定重出江湖。另一方面，沃德在半年期間召集他看中的新成員，往九頭蛇組織裏灌輸一些毫不畏縮的年輕人，最後甚至還找來史特拉克男爵的親生兒子沃納·馮·史特拉克，讓他去探索自己父親沒有讓他牽連的家族使命。考森等人再次去請求精通古文學的前阿斯嘉戰士艾利葉·藍道夫，而藍道夫自從聽到巨石的歷史以及羊皮紙上的詞語後突然想起，他曾經在十八世紀時於一座位於英格蘭古城堡中見過相同的字樣。眾人來到城堡中後找到一個密室，用神盾局最新運輸機「和風一號」將巨石運來，開始利用裏面負責打開巨石的舊儀器、卻發現還需震動儀器而讓黛西來幫忙。在巨石開啟下，費茲往裏面射入一枚信號彈，之後甚至等不住而綁繩子跳進去，直接穿越到傳送門另一邊的荒漠星球。費茲在沙塵暴中聽見潔瑪的呼救後，最後在巨石超負荷炸毀的一刻成功將潔瑪救回地球。 |             |                               |               |                                  |                |                       |
| 47 | 3           | A Wanted (Inhu)man            | 蓋瑞·A·布朗   | 莫妮卡·歐烏蘇·布林               | 2015年10月13日 | 3.74                  |
| 林肯由於在醫院留下的資料而成為管制組的重點通緝對象，在無處可逃下只能去求助自己的一個老朋友約翰·唐納利；但約翰不久後因為看到將林肯稱為“外星人”的新聞後決定告發他，林肯打算制止他卻不慎將他電死，走投無路下只能打電話向黛西求助。考森再次面會蘿莎琳，再三請求她不要動自己的特工，但會用林肯作為交換條件。而黛西並不知道這件事跑去見林肯時，希望他能改變想法而和他親吻，但蘿莎琳的副手路瑟·班克斯此時帶隊進來，使得林肯只能攻擊他們後再次逃跑；班克斯最後甚至還打算拿下黛西，但考森為了救她而同意與蘿莎琳合作抓捕異人，才讓她命令隊伍撤退。另一方面，杭特帶著梅去見了自己的一個九頭蛇線人斯巴德，通過他的介紹而來到九頭蛇物色人選的地下拳擊賽中。杭特在上陣時發現自己的對手竟是斯巴德，發現他早對自己撕破臉而戴起鋼套將他活活打死，最後在臉青鼻腫下被沃德的副手柯博相中，成功打進組織內部。費茲開始與平安歸來的潔瑪進行心理輔導，還帶她去自己早就答應後的晚餐，但發現她因為在未知星球上待太久，不僅不習慣正常生活、甚至還有嚴重精神創傷。當晚，芭比發現潔瑪在鼓搗早已粉碎的巨石碎片，得知她因為某種原因而必須“回去”一趟。 |             |                               |               |                                  |                |                       |
| 48 | 4           | Devils You Know               | 朗·安德伍     | 保羅·賽貝薛斯基                  | 2015年10月20日 | 3.85                  |
| 來自來世家園的分身異人愛麗莎自願找神盾局庇護，找到兩個同樣來自來世的朋友後希望能讓他們入伍，但鞭笞卻突然出現大開殺戒。愛麗莎在重傷下被救回靜養，但也讓黛西發現鞭笞能夠找到他們，是因為一封寄給每個異人受害者、含有定位病毒的電子郵件，最後通過反追蹤找到發郵件的技術人員德懷特·佛萊。所有人合作抓獲德懷特，發現他是一個會被其他異人影響身體的異人，德懷特供出自己所做的一切都是鞭笞指使，甚至供出所有受害人的名字都是由牠提供。考森隨後下令黛西與麥克一起跟他們去看看管制組的基地，但鞭笞卻再次出現襲擊汽車，一拳殺死德懷特卻唯獨沒有傷害黛西；而黛西在倒下時隱隱約約看見鞭笞走出去時候的倒影，從一個怪物模樣轉變回一個普通人。與此同時，杭特遇見沃德後直接掏槍企圖殺他，梅也在後來趕到，但沃德卻表明自己已經派偽裝成心理學生的沃納，在一家便利商店挾持安德魯。當梅在無從選擇下打算撤退時，杭特卻不顧一切地沖出去、打中沃德的肩膀後還是讓他逃跑；而安德魯所在的商店被倒滿汽油後發生爆炸，唯獨只有沃納一人逃出去。另一方面，當費茲發現潔瑪打算重啟傳送門時，本來想瞞住一切的潔瑪在無從選擇下，只能將自己在另一邊的半年經歷一五一十的講述出來。 |             |                               |               |                                  |                |                       |
| 49 | 5           | 4722小時 4,722 Hours          | 傑西·鮑奇克   | 克雷格·提特利                    | 2015年10月27日 | 3.81                  |
| 半年前，潔瑪被巨石送至一座沒有任何生物和植物存在、甚至沒有太陽的荒漠星球，始終等不到救援後自行出去尋找水源，度過沙塵暴後找到水和“食物”。但潔瑪隨後掉進一個地下洞，結識一位同樣受困星球的太空人威爾·丹尼爾斯，他2001年時透過巨石穿越過來做考察卻受困整整十四年。威爾表示星球上存在著「邪惡靈體」，會以精神操控的方式獵殺所遇到的任何生物，從古到今穿越到星球上的人類、包括他另外三名隊友全部被該靈體殺害，而靈體似乎也是導致整座星球淪為荒漠的始作俑者。潔瑪通過天文地理知識解開傳送門開啟的規律，與威爾透過幾個月的合作研究，犧牲自己手機僅存的電量，計算出唯一一個傳送門接下來會開啟的地點。當兩人花費數十個小時走到目的地後，卻發現傳送門地點位於“最近形成”的百米寬峽谷的另一頭。無法過去之下，兩人錯過唯一能逃回去的時機。一陣絕望的潔瑪無意間愛上同病相憐的威爾，兩人作為情侶度過一段時間。當他們到沙丘上看星球十八年才會出現一次的日出時，潔瑪突然看見費茲發射的信號彈而和威爾全速跑過去。但此時沙塵暴突然襲來，靈體也開始趁虛而入，威爾於是決定獨自和靈體作戰來為潔瑪爭取時間，讓她獨自跑過去被費茲救回地球。現今，費茲滿懷震驚地聽完她的經歷後，決定幫助她重啟傳送門將威爾帶回來。註：此集的標題參考生存電影《127小時》，劇情方面借鑒許多著名科幻電影，《2001太空漫遊》、《無敵金剛》、《人猿星球》、以及《魔羯星一號》。 |             |                               |               |                                  |                |                       |
| 50 | 6           | Among Us Hide...              | 德懷特·H·里特 | 德魯·Z·格林伯格                  | 2015年11月3日  | 3.84                  |
| 神盾局來到便利商店找到受傷的安德魯，將他帶回去進行治療，而杭特由於魯莽行事而被考森撤出行動。之後，梅測試芭比的身手後認為她完全可以出外勤，於是和她一起去尋找沃德，並開始從偽裝成安德魯學生的沃納·馮·史特拉克進行追查。考森在蘿莎琳的允許下親自去拜訪管制組的基地，黛西、麥克與杭特開始懷疑洞悉管制組路線的班克斯就是鞭笞，杭特暗中打昏他後採集他的血液，分析結果卻表明不是他。但之後，他們三人跟他到管制組的基地裏，發現他們對所有抓到的異人全部使用冷藏靜止來看管；而蘿莎琳解釋給考森說他們只是為了給研發解藥爭取時間。另一邊，沃納逃出後跑去求助九頭蛇的一個高級幹部、也是前任世界安理會成員的吉迪恩·馬利克，但馬利克卻暗中跟沃德打好關係，和他談好條件後暴露沃納的位置，沃德也因此讓柯博帶人來清理後患。梅和芭比此時趕到後擊敗柯博等人，當梅打算搶救奄奄一息的沃納時，卻從他口中得知安德魯之所以會在便利商店中倖存，是因為他能夠自由轉變成「鞭笞」。 |             |                               |               |                                  |                |                       |
| 51 | 7           | 混沌理論 Chaos Theory         | 大衛·所羅門   | 蘿倫·列弗朗                      | 2015年11月10日 | 3.49                  |
| 沃納陷入重度昏迷下，尋找沃德的線索再度斷頭，但得知真相的梅在難以置信下，發現安德魯的飛行記錄和醫療資料剛好與事實相符，於是在安德魯訓練喬伊時試圖找他對峙。深知自己將瞞不下去的安德魯陷入驚慌失措，只能將梅打昏後關到自己的大學舊樓中，坦述自己幾個月與梅的度假結束後，奉考森委託解析從來世家園尋獲的異人名冊，卻誤觸嘉穎生前為防止外人偷看而在書中置入的水晶迷霧陷阱，就此不幸轉化為鞭笞。而自己所做的一切殺戮，只是因為自己一直都被本能驅使、操控著自己去屠殺的“一部分”異人，也因為如此才選擇與梅分開。逃亡在外的林肯突然聯繫麥克求助，稱自己調查到鞭笞的殺人順序與嘉穎的名冊本相符，於是推斷出牠就藏在神盾局中。當麥克通過線索推斷出安德魯就是鞭笞時，考森被迫讓蘿莎琳延遲和總統的會談，與她帶隊來到大學舊樓中找到安德魯。當考森試圖和安德魯和談時，痛失朋友的林肯卻走出來痛罵安德魯是殺人兇手，迫使安德魯發狂變成鞭笞展開攻擊。在林肯警告眾人關於異人變身在最後會淪為永久性時，梅對安德魯開幾槍將他打進隔離艙中讓他穩定。最後，對此陷入絕望的梅經過幾分考慮下，答應讓蘿莎琳接管安德魯等待解藥研發來恢復他的狀況，而考森隨後和蘿莎琳一起過夜。 |             |                               |               |                                  |                |                       |
| 52 | 8           | Many Heads, One Tale          | 蓋瑞·A·布朗   | 傑德·溫登 ＆ DJ·多爾             | 2015年11月17日 | 3.60                  |
| 九頭蛇兩大領袖沃德和馬利克經過會談後，馬利克發現沃德過於野心勃勃而暗中派人殺他，但沃德還是擊敗他們並得到史特拉克家族密室的位置。考森命令芭比和杭特偽裝進入管制組機構去一探究竟，通過關押安德魯隔離艙發出的訊號，芭比暗中潛入基地地下的科學部門後，驚恐地發現他們其實在大量製造含有泰瑞根水晶藥物，盡可能地大規模轉化異人。聽到一切的考森於是開始質問蘿莎琳，但後來發現她對此根本毫不知情，蘿莎琳這時才發現他們都被真正掌管科學部門的馬利克耍得團團轉，於是命令班克斯將困在基地裏的芭比和杭特解救出去。同時，費茲和潔瑪合作調查威爾參加的遠星歸程計畫的符號時，意外發現計畫標誌就是城堡密室中的符號所演化而來，最後通過歷史資料聯通至九頭蛇組織最原始的符號。另一方面，沃德到達密室後發現馬利克早已到達，馬利克對沃德表示敬佩後，從保險箱中拿出史特拉克家族收藏的一塊從主石頭中切割下來的小巨石，解釋組織創始其實早過二戰時期、創立於當一個無人能敵的「古老異人」被巨石放逐到神秘星球上；組織雖然經過幾千年的演化被更改名字與符號，但從古到今的真正宗旨是想辦法讓它回歸地球。沃德對此震驚之下，馬利克聲言會幫助他瓦解神盾局，前提就是沃德去幫他瞭解神盾局比他們先解開的星球回程方法。 |             |                               |               |                                  |                |                       |
| 53 | 9           | Closure                       | 凱特·伍德斯   | 布蘭特·佛烈契                    | 2015年12月1日  | 3.84                  |
| 考森和蘿莎琳坐下來共進晚餐時，蘿莎琳本來說自己隔天就會幫他們搜集馬利克的資料；誰知，躲在遠處狙擊的沃德開一槍貫穿蘿莎琳的喉嚨。考森抱著她打算搶救時卻眼睜睜地看著她流血致死，逃出去後在悲憤下打算對沃德復仇，於是召集自己以前的全體小隊成員進行盤問，詢問他們所有與沃德相處過的經歷，借機尋找他的弱點。同時，班克斯得知事情經過後決定和神盾局合作，帶領費茲和潔瑪來到遠星歸程計畫的實驗室，誰知集體中計；班克斯與隊伍直接遭殺害，而馬利克的副手、同時也是念力異人的吉耶拉走進來將費茲和潔瑪帶走。由於馬利克解不開巨石有去無回的謎團，於是讓沃德對他們倆實施嚴刑，直到他們交出回程方法為止。但同時，考森帶隊抓回沃德還活著的弟弟湯瑪斯，讓他們兄弟倆打電話來追查訊號地點，最後查到九頭蛇駐守在當初的英格蘭古城堡中。這時被考森升格為代理局長的麥克，批准林肯和喬伊加入行列，帶領剩下的人前往城堡。當九頭蛇的人用六塊小型巨石打開傳送門時，馬利克試圖說服沃德領導另一邊的行動，認為沃德至今為止的成就已經超過組織自古以來任何的一名士兵。沃德在他的說動下同意領軍，換上軍裝後帶著費茲一起進去。誰知在最後，考森卻在他們關門的一瞬間不帶傘跳機、跳入傳送門後被傳送到星球上。 |             |                               |               |                                  |                |                       |
| 54 | 10          | 死亡 Maveth                   | 文森·米斯亞諾 | 傑佛瑞·貝爾                      | 2015年12月8日  | 3.85                  |
| 沃德、費茲與軍隊登陸星球後找到地下洞中的威爾，費茲由於唯一知道回程傳送門的地點，於是在沙塵暴來臨時與威爾暗中逃跑，而考森尾隨追上來制伏沃德後而將他押著走。在地球，潔瑪逃離囚禁至儲藏異人的帳篷中，因為衛兵過來而被迫釋放被囚禁的安德魯，目睹他變成鞭笞大開殺戒後逃跑。潔瑪隨後與梅等人會合，所有來到城堡密室中等待傳送門開啟的時刻，但麥克為了防止古老異人會先穿越回來，麥克下令其餘人撤回和風一號以防萬一。在星球上，費茲和威爾到達出口地點，看到遠處有一座淪為廢墟的外星城市，威爾解釋說星球上的種族因為爆發戰爭而自取滅亡。疑惑的費茲突然發現威爾的腿傷已經見骨，這才發現其實是古老異人附身於威爾死去的屍體上。而威爾襲擊費茲後全力奔向傳送門，但費茲搶先發射信號彈而阻止牠，並將威爾的遺體火化。沃德與考森在山丘上決一死戰，復仇心切的考森用機器手壓碎沃德的胸膛，結束他的罪惡一生，並與費茲在最後一刻穿越回地球。梅受令發射導彈炸毀整座城堡，一行人集體登上隔離艙返回飛機上，所有人互相擁抱團聚，只有潔瑪因為威爾沒能回來而擁抱著費茲哭泣。但他們卻不知道，古老異人靠附身於沃德屍體上而得以延續生命，在傳送門徹底封死前返回地球，最後出現在正要打道回府的馬利克面前。註：Maveth在希伯來語中意為“死亡”（Death），而準確翻譯為“死刑”（Death by Punishment）                                                                                           |             |                               |               |                                  |                |                       |
| 55 | 11          | 反彈回來 Bouncing Back        | 朗·安德伍     | 莫妮卡·歐烏蘇·布林               | 2016年3月8日   | 3.52                  |
| 由於異人危機仍然持續中，美國總統埃利斯首次現身和考森進行一次會談，紀念死去的蘿莎琳後，下令格蘭·塔伯特即將接替管制組的領導位置和神盾局一起合作。在哥倫比亞波哥大，一個擁有超音速能力的女異人埃琳娜·羅德里奎搶走本地警察的數把槍械武器，最後被神盾局捕獲後說自己出此下策，只是為了保護居民不被一群腐敗警察鎮壓。一切如同她所供述，杭特和芭比來到埃琳娜藏武器的橋上時遭到本地警察的伏擊，還被一名擁有注視石化能力的異人警察路西歐制服並抓獲。出現人質危機下，黛西等人得到埃琳娜的幫助入侵警局，救出杭特和芭比後，喬伊用能力融化警察所有的武器。所有人雖然在最後合作打敗路西歐，但一架九頭蛇的戰機卻捷足先登，放網將路西歐抓走。當神盾局打算收工撤退前，埃琳娜雖然決定加入神盾局，卻還是選擇留下守護自己的家鄉。回到基地，考森搬出腦波挖掘機來探查依然處於昏迷的沃納的腦中，找到聯絡馬利克的秘密房間，最後走進去和馬利克親自通話，順便查獲他所有名下的產業。馬利克放下電話後首先清空後患，之後會面處於虛弱狀態、附身於沃德屍體上的古老異人「蜂巢」，蜂巢聲言自己目前身體太虛弱，等體力增強、能力恢復後就會讓他大開眼界。 |             |                               |               |                                  |                |                       |
| 56 | 12          | 內鬼 The Inside Man           | 約翰·特拉斯奇 | 克雷格·提特利                    | 2016年3月15日  | 2.89                  |
| 考森和塔伯特一同出席在台灣台北市舉行的國際研討會，來和世界各國的代表們一起討論該如何處置異人，但塔伯特身邊卻帶著解除洗腦狀態而煥然一新的卡爾·克瑞爾。部分人對此相當不滿，但當潔瑪幫忙化驗克瑞爾的血液，卻發現克瑞爾的血液中包含能夠化解異人元素的“解藥”。在研討會上，部分代表打算表決通過一項為異人建立家園的提案時，考森一直感覺代表中藏有馬利克的內應，於是派遣梅、杭特與芭比去各個代表的房間裏調查。杭特突然發現克瑞爾行事詭異而跟蹤他，卻在一輛貨車中發現塔伯特的兒子被鎖在關押異人的凝膠池裏。一刻，塔伯特因為兒子被馬利克挾持而背叛考森，而馬利克此時走進來將九頭蛇領袖的身份、以及拿異人做實驗的罪證全部推給考森。梅幫忙解救塔伯特的兒子，而塔伯特和考森則是一同被克瑞爾解救出來，部分神盾局特工們則解救被澳大利亞代表所關押的一個異人。馬利克隨同著俄國代表安納托利·皮特羅夫一同前往俄羅斯，開始實施為異人建立避難家園的計畫，而杭特與芭比卻尾隨在後追蹤他們。與此同時，附身於沃德身上的蜂巢開始日漸強大，通過電視與書籍瞭解錯過的歷史後，通過吸乾五個人類才成功將沃德的身體“浴火重生”。 |             |                               |               |                                  |                |                       |
| 57 | 13          | Parting Shot                  | 麥克·辛伯格   | 保羅·賽貝薛斯基                  | 2016年3月22日  | 2.88                  |
| 杭特與芭比追蹤馬利克來到西伯利亞的一座棄置設施中，聯絡在空中監視的考森等人後開始等待時機。當馬利克與皮特羅夫開始實施為異人建立避難家園的計畫時，兩人決定通過暗殺來去除反對他們的俄羅斯總理。當考森帶隊潛入時發現設施內部的一名安卓維奇將軍，是一名能夠將影子轉換為暗能量的異人，於是推斷馬利克向利用他的異能力來暗殺總理。不久，馬利克安排好一切後搭飛機回國，所有人發現俄羅斯總理已經到場，但安卓維奇的異能力卻讓所有人都無計可施。當其他人被迫負傷撤退後，杭特與芭比抱著必死的決心跑回去射殺皮特羅夫與安卓維奇，最後卻雙雙被聯邦警衛局的士兵逮捕。杭特與芭比被移送至莫斯科國際刑警秘密基地分開審問長達數小時，分別在審問期間寧死不開口，考森聯合埃利斯總統向俄羅斯政府為他們求情之下，俄國總理最終同意無罪赦免他們。但為了保住神盾局存在的秘密，杭特與芭比決定從此離開夥伴，自願變成遭否認、列入政府黑名單的幽靈特務。事後，他們倆回到美國坐在一間酒吧安排接下來的計畫時，注意到周圍還有俄國和美國特務監視著他們。但考森與所有神盾局特工秘密出現在他們周圍，每個人都對他們倆敬酒作為歡送會，而杭特與芭比也舉起酒杯，忍著悲痛與夥伴們就此離別。註：此集原是作為本劇的衍生劇《最高通緝》的前導集，讓杭特與芭比在衍生劇中作為主演回歸，延續他們倆離開神盾局後的故事；但電視劇在2016年5月時未獲得ABC預定。                         |             |                               |               |                                  |                |                       |
| 58 | 14          | 看門狗 Watchdogs              | 傑西·鮑奇克   | 德魯·Z·格林伯格                  | 2016年3月29日  | 3.20                  |
| 一個發誓會消滅地球上所有異人的激進武裝組織「看門狗」突然出現，利用霍華·史塔克在二戰時製造出的化學物質「硝化炸彈」，摧毀管制組名下的一個機構。考森帶隊開始著手調查時，發現看門狗創辦人之一竟是當初被死亡戰士打成殘疾、從此了無音訊的前神盾局特工費利斯·布萊克，並發現他已經改進硝化炸彈的原始配方作為化學武器。同時，麥克因為朋友離去而決定度假散心，回家和自己關係不太好的弟弟魯本團聚時，發現魯本相信著看門狗的理念。麥克在度假期間被考森帶進任務裏，與隊伍去監視看門狗的基地時，魯本的突然出現而逼迫麥克等人與他們交戰。殲滅了基地裏的人後，黛西與費茲成功抓回一名敵方隊員，而麥克剛回家打算和魯本解釋時，看門狗的軍隊誤以為麥克是異人，入侵了他們兄弟倆的家中。麥克只能親自上陣保護著魯本，擊敗他們卻身中一槍，魯本也因此改變對哥哥的看法。考森與林肯來到神盾局的一個舊安全屋中找到布萊克，和他談一會後突然發現眼前的人只是全息投影。之後，黛西調查後才得知是馬利克幫忙贊助布萊克組建看門狗組織，並發現他們炸毀管制組機構的真正目的，只是為了幫助九頭蛇偷盜一個“神秘物品”來打幌子。 |             |                               |               |                                  |                |                       |
| 59 | 15          | Spacetime                     | 凱文·譚雀羅安 | 茉莉莎·譚雀羅安 ＆ 傑德·溫登     | 2016年4月5日   | 2.81                  |
| 神盾局接到一通求救電話，電話中的男子卻知道黛西的身份，神盾局瞭解到他是因為和一名擁有靠觸碰來讓對象預見未來的異人查爾斯·辛頓，有過身體接觸而預見到未來。這時，九頭蛇的戰機突然發起進攻，男子跟他所預知的如出一轍而死於亂槍之中。查爾斯被戰機放網抓走時，黛西和他進行短暫觸碰就預見隊伍全軍覆沒、以及查爾斯死在她面前的未來景象。煥然一新的蜂巢答應會賜予馬利克“至上的力量”，於是通過他留有的考森之舊機器手，來到製作手臂的科技企業「特倫西亞公司」，對公司所有董事們稍稍威脅一下就讓總裁乖乖就範，為馬利克換上一套增強體力的外骨骼戰甲。考森為了改變未來而決定讓梅代替黛西前去，但失蹤已久的安德魯因為預測自己變化大限已到，於是回到基地裏投降、告別，導致梅必須留下來和他享受最後時光；安德魯於時限到達後自行跑進隔離艙而永遠轉變成鞭笞。黛西只能親自上陣，作戰時也發現所經歷的和她所預見的完全相同。考森通過監視器發現“沃德”也在大樓裏而跑進去，林肯被重傷頭部而無法行動。黛西跑到頂樓和馬利克決一死戰，查爾斯為了救他而通過觸碰馬利克讓他預知其未來，最後則被馬利克重傷。查爾斯在臨死之際向黛西交代遺願後，黛西通過觸碰她而再次觀望一個未來景象：一名身份未知的神盾局特工即將在一架漂流在太空中的昆式戰機中喪命。 |             |                               |               |                                  |                |                       |
| 60 | 16          | 失樂園 Paradise Lost          | 溫蒂·史丹茲勒 | 喬治·基特森 ＆ 莎拉·奧利弗       | 2016年4月12日  | 3.01                  |
| 1970年，年輕的馬利克與他的弟弟奈森尼爾將父親下葬後，開始共同掌權九頭蛇的教派，當中包括通過抽籤來選出「天行者」來通過巨石穿越至另一邊“效忠”的儀式。兩兄弟會面蹲在獄中的丹尼爾·懷特霍，照他的指示找到父親所珍藏的一本名為《失樂園》的書，發現他們的父親其實一直都靠耍诈來避免自己被選中。兩兄弟本來約定好不走父親同樣的道路，然而馬利克卻最後還是偷偷故伎重演而蒙混過去，任由弟弟奈森尼爾被選中過去送死。現今，馬利克回家後和自己的女兒史蒂芬妮講述自己預見的未來：他即將會慘死在蜂巢的手上。當晚，蜂巢以自己的真實面目會見九頭蛇的高層幹部們，之後因為還擁有奈森尼爾的記憶而去和馬利克對峙。史蒂芬妮看清父親的真面目後，馬利克也因內疚而向女兒坦誠一切。然而，蜂巢為了懲罰馬利克對兄弟的背信棄義，在他的面前殺害史蒂芬妮作為懲罰。另一方面，林肯與黛西去見一位還未轉化的異人詹姆斯，從他手上得到一個同樣由克里人所創造的一件球體儀器。同時，考森等人抓獲吉耶拉，然而吉耶拉卻暗中反抗，控制整架和風一號降落在九頭蛇的地下基地。當黛西和林肯收到消息時為了拯救他們，決定立刻召集全體異人戰士們，正式組成「秘密武士小隊」。 |             |                               |               |                                  |                |                       |
| 61 | 17          | 團隊 The Team                 | 艾洛蒂·基恩   | DJ·多爾                          | 2016年4月19日  | 2.85                  |
| 黛西與林肯召回喬伊與埃琳娜，攻入九頭蛇的地下基地，把被困在飛機裏的考森等人解救出去。喬伊在行動時近距離殺死路西歐，而林肯則是在基地內部抓獲馬利克，所有人最後在同一時間逃出生天。一回總部，考森去審問馬利克時，馬利克發現是自己的所為造就一切而感到懊悔，在考森的提議下為了贖罪，而將自己名下的一切透漏給考森；但他也提醒考森關於蜂巢的影響力，在於牠能夠通過感染異人的大腦來讓其臣服於牠。費茲與潔瑪解剖死去的路西歐時，發現他的大腦已經受到寄生感染而證實馬利克的說詞後，考森開始暗中命令手下人提防所有異人。突然間，基地斷電幾秒鐘後，所有人發現馬利克已經死在審訊室裏，而所有神盾局特工開始將黛西等人視為威脅，這也因此造成黛西等人之間的內杠。考森等人剛好在林肯的包裏搜出外星球體，認為林肯是間諜而將他拿下，黛西、喬伊與埃琳娜則被分開關押來做身體檢查。夜晚時，黛西突然潛入林肯的隔離房間中，不但講出一些奇怪的話，還想說服林肯跟自己一起走。林肯突然發現眼前的黛西才是蜂巢的間諜，得知她殺死過馬利克、嫁禍於自己後，在無法接受之下回絕她。黛西於是只能獨自離開，偷走外星球體與一批泰瑞根水晶後，離開前製造大地震嚴重破壞整座操場總部，讓考森一行人阻止不及。 |             |                               |               |                                  |                |                       |
| 62 | 18          | 奇異點 The Singularity        | 蓋瑞·A·布朗   | 蘿倫·列弗朗                      | 2016年4月26日  | 3.14                  |
| 黛西逃出總部後回到家鄉，在自己駭客時期時常去的山丘上遇見在此等候的蜂巢，並感覺到他的存在使得自己心中的空虛感消失。另一邊，考森在整座基地遭受重創下，為了拯救黛西仍然帶傷上陣，除了自己帶隊去營救獨自在外養傷的愛麗莎時，順便也派遣費茲、潔瑪與麥克去找備受爭議的超人類主義生物學家霍登·雷德克里夫，並是唯一一名能夠研發化解蜂巢感染解藥的人。當考森等人遇見愛麗絲時卻發現她早就被蜂巢感染，林肯打敗多數她後發現只是分身體，並因為帶著私人情緒而被考森撤出任務。同時，蜂巢已經帶領黛西與艾麗莎回去找提供外星球體的詹姆斯，在他不肯配合下摔碎水晶，讓他轉化為一名能夠觸碰燃燒並爆炸的異人。蜂巢在第一時間通過感染控制住他，命令他搬出球體以外的整體儀器，聲言該儀器是他唯一的“弱點”。另一邊，費茲與潔瑪會見霍登本人，本來打算對他尋求幫助，但此時黛西卻趕到劫走霍登，並以自己先前預見的未來制止費茲不要再深入。蜂巢則是以威爾的記憶去和潔瑪對峙，讓她對自己就此放手，任務完成後帶著軍隊用馬利克的財產買下一座小鎮，打算重啟當初克里人所進行的製造異人的實驗。之後，考森得知塔伯特已經帶隊摧毀馬利克剩餘的九頭蛇部門，而費茲與潔瑪在任務完成後，兩人終於決定完善他們之間的愛情。 |             |                               |               |                                  |                |                       |
| 63 | 19          | 失敗的實驗 Failed Experiments | 溫蒂·史丹茲勒 | 布蘭特·佛烈契                    | 2016年5月3日   | 2.88                  |
| 蜂巢在實驗準備工作開始時，不由地向黛西講述自己當初身為人類時、被克里人抓去做實驗的經歷，因此打算用同樣的方法來進行實驗。然而，由霍登負責進行的第一次人體實驗卻以失敗告終，霍登認為如想成功就極需要克里人的血液。同時在神盾局，費茲和潔瑪開始努力想辦法研製出對抗異人的解藥，在極需要一名異人樣本時，林肯受不了被排除在外而自作主張做實驗樣本，卻不但沒奏效、反而導致自體免疫系統差點奔潰。考森等人剛好追蹤到小鎮，而麥克與梅領軍前去執行救援與打擊任務，但蜂巢反而自行開啟克里球體儀器，為兩個棲息在太陽系周圍的克里收割者發出信號來將牠們引到小鎮上，打算抓一個來做實驗樣本。愛麗莎用分身和一個克里人決鬥卻遭到斬首，黛西則是成功殺死一個克里人，開始和霍登進行抽血工作時；麥克卻跑過來打算說服黛西能回心轉意，最後發現她仍然執迷不悟後用分裂炸彈腐蝕該克里人的屍體。黛西在憤怒下將麥克打個半死，而梅帶隊目睹蜂巢擊敗另一個克里人時，對蜂巢射中數槍卻發現牠猶如不死之身。神盾局在任務雙雙失敗下全線撤退，蜂巢因為實驗品被毀掉，開始懷疑黛西是否對神盾局投入太多感情。但黛西突然想起自己當初中槍時，曾被克里人血液的藥物救活，於是決定自願獻血來完成實驗。 |             |                               |               |                                  |                |                       |
| 64 | 20          | 解脫 Emancipation             | 文森·米斯亞諾 | 克雷格·提特利                    | 2016年5月10日  | 2.93                  |
| 「復仇者內戰」過後，塔伯特首次來到操場總部，希望考森能夠和其他贊成派復仇者們一起簽署《蘇科維亞協議》，交出神盾局中所有的異人戰士來讓政府進行監控，但考森還是決定堅守自己的理念而拒絕他。與此同時，看門狗再度現身開始抓捕異人時，卻集體中蜂巢設的陷阱而被抓獲。所有人最後被當作霍登通過黛西血液、以及泰瑞根水晶所提煉出來的異人轉換藥物的實驗品；實驗最後雖然成功，但卻只讓所有人淪為了面目全非的“原始異人”。黛西當時奉命黑進操場基地的監視系統，打算暗中將林肯解救出來後讓他入伍；但林肯卻暗中和梅設局，上演戲碼來假裝自己偷戰機逃跑後，將能夠一招斃命異人的鞭笞放在飛機上。飛機一降落在蜂巢的藏身之處，鞭笞立刻沖下來、以能量重傷蜂巢後，通過能力將黛西身體中的寄生感染元素全部清除。詹姆斯打出一條烈焰鐵鏈刺死鞭笞，恢復自我的黛西帶著牠開戰機逃回神盾局，回到夥伴的身邊。之後，所有人從黛西口中得知蜂巢的目的，是要將整個世界的人類轉化為異人，並得知牠即將利用先前在管制組機構，所盜走的一個爆炸直徑將龐大到整個北半球的核彈頭來完成。當時，埃琳娜重回神盾局、和麥克再次見面時，將自己多年來佩戴、同是祖母遺物的十字項鏈交給他。 |             |                               |               |                                  |                |                       |
| 65 | 21          | 免罪 Absolution               | 比利·吉爾哈特 | 克里斯·丁格斯 ＆ 德魯·Z·格林伯格 | 2016年5月17日  | 3.02                  |
| 黛西獲救後直接與眾人隔離，但也交代自己所知的情報，讓神盾局找到蜂巢即將發射裝載異人轉換氣體核彈的發射基地。塔伯特讓費茲偽裝成高級將領，向國防部問出核彈終止密碼，彙報給入侵核彈發射基地內部的梅等人，並在最後一刻將核彈關閉。一刻，蜂巢勃然大怒，剛想出去解決神盾局時卻中麥克設置的電磁波陷阱，不僅讓沃德之記憶開始錯亂、並被關進凝膠池中而被抓獲，但詹姆斯和吉耶拉還是將核彈運走。霍登被神盾局搭救後表明自己願意合作，並供述原始異人的創造過程是完全不可逆。突然間，基地飛機庫中的一個神秘貨物突然被引爆，開始釋放異人轉換氣體而將部分神盾局特工們轉化為原始異人。原始異人釋放蜂巢後，開始通過通風管道入侵基地內部。蜂巢則是與前來的吉耶拉和詹姆斯，一同將核彈運上和風一號，而打算將整架飛機升至天際後進行引爆，將大部分人類改造成原始異人。然而，黛西因為陷在傷害朋友的內疚感中無法自拔，將自己的隔離艙運上飛機，並跪在蜂巢面前請求他再一次帶她入伍。 |             |                               |               |                                  |                |                       |
| 66 | 22          | 升天 Ascension                | 凱文·譚雀羅安 | 傑德·溫登                        | 2016年5月17日  | 3.02                  |
| 蜂巢試圖再一次降服黛西，卻發現黛西因為被鞭笞注入免疫系統而毫无作用，黛西於是在气愤下和蜂巢打一戰，卻被蜂巢劫為人質。原始異人们闖進基地內部，埃琳娜幫麥克擋下一顆子彈而受傷，潔瑪開啟基地的暖氣來迷惑所有原始異人的热成像視線才救下其他人。梅與費茲進入和風一號殺死吉耶拉並救出黛西，考森等人決定將核彈運上戰機飛至太空中後自行引爆，林肯擊敗詹姆斯時不慎被他炸傷。蜂巢現出“原型”打算拿下考森，卻被考森安排的立體影像欺騙。黛西決定獨自開戰機運送核彈來彌補錯誤，順勢應驗她預見的未來景象，然而林肯搶先用電擊燒壞自動駕駛系統與信號，開戰機帶著蜂巢及核彈沖至外太空，用無線電跟黛西告別直到斷線。將死的蜂巢欣然接受命運，林肯同時拿出從黛西身上偷偷拿來的十字項鏈來應驗預言，兩者伴隨著核彈爆炸在太空中同歸於盡。考森一行人開始哀悼他，自責的黛西跪在地上失聲痛哭。半年過去，黛西離開神盾局，當上一個稱為「震波女」的獨行俠，她安頓好查爾斯的妻子波莉和年幼女兒蘿蘋時，同時極力躲避試圖緝拿她的考森和麥克。霍登被神盾局釋放，得知費茲與潔瑪因為約會而沒時間見面，於是親自準備將她的女性人工智能管家「艾達」（Aida），放置入舊神盾局未實施過的科研項目生物機械替身之中。 |             |                               |               |                                  |                |                       |

## 收視
| 總集數 | 集數 | 標題                             | 播出日期       | 收視／份額 （18–49歲） | 收視 （百萬） | DVR （18–49歲） | DVR收視 （百萬） | 加總 （18–49歲） | 總收視 （百萬） |
| ------ | ---- | -------------------------------- | -------------- | ---------------------- | ------------- | --------------- | ---------------- | ---------------- | --------------- |
| 45     | 1    | 自然法則（Laws of Nature）       | 2015年9月29日  | 1.7/5                  | 4.90          | 1.2             | 2.96             | 2.9              | 7.86            |
| 46     | 2    | 機械的意義（Purpose in the Machine）       | 2015年10月6日  | 1.6/5                  | 4.32          | 1.2             | 2.92             | 2.8              | 7.24            |
| 47     | 3    | 異人大圍捕（A Wanted (Inhu)man）           | 2015年10月13日 | 1.4/4                  | 3.74          | 0.9             | 2.48             | 2.3              | 6.22            |
| 48     | 4    | 熟知的惡魔（Devils You Know）              | 2015年10月20日 | 1.5/4                  | 3.85          | 1.0             | 2.54             | 2.5              | 6.39            |
| 49     | 5    | 4722小時（4,722 Hours）          | 2015年10月27日 | 1.4/4                  | 3.81          | 1.1             | 2.59             | 2.5              | 6.40            |
| 50     | 6    | 藏於我們之中…（Among Us Hide...）             | 2015年11月3日  | 1.4/4                  | 3.84          | 1.1             | 2.64             | 2.5              | 6.48            |
| 51     | 7    | 混沌理論（Chaos Theory）         | 2015年11月10日 | 1.3/4                  | 3.49          | 1.0             | 2.37             | 2.3              | 5.86            |
| 52     | 8    | 九頭蛇神話（Many Heads, One Tale）         | 2015年11月17日 | 1.3/4                  | 3.60          | 1.1             | 2.69             | 2.4              | 6.29            |
| 53     | 9    | 收尾（Closure）                      | 2015年12月1日  | 1.3/4                  | 3.84          | 1.1             | 2.62             | 2.4              | 6.47            |
| 54     | 10   | 死亡（Maveth מרת）               | 2015年12月8日  | 1.3/4                  | 3.85          | 0.9             | 2.16             | 2.2              | 6.00            |
| 55     | 11   | 反彈回來（Bouncing Back）                | 2016年3月8日   | 1.1/4                  | 3.52          | 1.0             | 2.43             | 2.1              | 5.95            |
| 56     | 12   | 內鬼（The Inside Man）           | 2016年3月15日  | 1.0/3                  | 2.89          | 0.9             | 2.24             | 1.9              | 5.13            |
| 57     | 13   | 離別之際（Parting Shot）                 | 2016年3月22日  | 0.9/3                  | 2.88          | 0.9             | 2.31             | 1.8              | 5.19            |
| 58     | 14   | 看門狗（Watchdogs）              | 2016年3月29日  | 1.0/3                  | 3.20          | 0.9             | 2.19             | 1.9              | 5.39            |
| 59     | 15   | 時空之旅（Spacetime）                    | 2016年4月5日   | 0.9/3                  | 2.81          | 1.0             | 2.33             | 1.9              | 5.14            |
| 60     | 16   | 失樂園（Paradise Lost）          | 2016年4月12日  | 1.0/3                  | 3.01          | 0.9             | 2.19             | 1.9              | 5.20            |
| 61     | 17   | 團隊（The Team）                     | 2016年4月19日  | 0.9/3                  | 2.85          | 0.8             | 2.03             | 1.7              | 4.87            |
| 62     | 18   | 奇異點（The Singularity）        | 2016年4月26日  | 1.0/3                  | 3.14          | 0.9             | 2.16             | 1.9              | 5.30            |
| 63     | 19   | 失敗實驗品（Failed Experiments） | 2016年5月3日   | 0.9/3                  | 2.88          | 0.9             | 2.10             | 1.8              | 4.97            |
| 64     | 20   | 解脫（Emancipation）                 | 2016年5月10日  | 0.9/3                  | 2.93          | 0.9             | 2.03             | 1.8              | 4.96            |
| 65     | 21   | 免罪（Absolution）               | 2016年5月17日  | 1.0/4                  | 3.02          | 0.8             | 1.95             | 1.8              | 4.97            |
| 66     | 22   | 成道升天（Ascension）                    | 2016年5月17日  | 1.0/4                  | 3.02          | 0.8             | 1.95             | 1.8              | 4.97            |
| 平均   | 平均 | 平均                             | 平均           | 1.2                    | 3.43          | 1.0             | 2.36             | 2.2              | 5.78            |

## 外部連結
- 官方网站（英文）
- 《《神盾局特工》》各集列表 来自互联网电影数据库
- 製作公司官方網站 （页面存档备份，存于）（英文）